# Jan Rogowski (nauczyciel)
Jan Rogowski ps. „Chodakowski”, „Lechosław” (ur. 13 września 1894 w Ostrowie, zm. 28 marca 1980 w Katowicach) – podporucznik piechoty Wojska Polskiego II RP, oficer Związku Walki Zbrojnej–Armii Krajowej. Nauczyciel, działacz kombatancki i społeczny, pisarz.

## Życiorys
Jan Rogowski urodził 13 września 1894. Był synem Jana i Bronisławy z domu Wyrostkiewicz. W 1913 chlubnie ukończył VIII klasę i chlubnie zdał egzamin dojrzałości w oddziałach równorzędnych C.K. IV Gimnazjum we Lwowie (w jego klasie był m.in. Stefan Mękarski). Działał w Polskich Drużynach Strzeleckich. Organizował ruch skautingowy w Częstochowie.
Po wybuchu I wojny światowej służył w Legionie Wschodnim, a później wstąpił do Legionów Polskich w jednostkach w składzie II Brygady, w których został mianowany sekcyjnym 8 czerwca 1915. Odniósł rany w walkach na froncie karpackim, przebywał na leczeniu. Ukończył Szkołę Podoficerskiej Legionów Polskich. Awansowany na kaprala służył w Departamencie Wojskowym Naczelnego Komitetu Narodowego odkomenderowany do Biura Werbunkowego w Busku (od października 1915 do 1917). Był wykładowcą na kursie dla przyszłych nauczycieli w Busku. Mianowany sierżantem 19 listopada 1916. Współorganizował Polską Organizację Wojskową na ziemi buskiej i został komendantem obwodu buskiego POW. Później był żołnierzem Krajowego Inspektoratu Zaciągu Wojska Polskiego i Polskiego Korpusu Posiłkowego. W 1918 został aresztowany i internowany przez Austriaków.
Po odzyskaniu przez Polskę niepodległości został przyjęty do Wojska Polskiego w listopadzie 1918. Uczestniczył w wojnie polsko-ukraińskiej i wojnie polsko-bolszewickiej w szeregach 5 pułku artylerii polowej. Został awansowany do stopnia podporucznika rezerwy ze starszeństwem z dniem 1 czerwca 1919. W 1923, 1924 był oficerem rezerwowym 83 pułku Strzelców Poleskich w garnizonie Kobryń.
Pod koniec 1920 podjął przerwane studia na Wydziale Filozoficznym polskiego Uniwersytetu Jana Kazimierza we Lwowie, które ukończył w 1923 uzyskując tytuł doktora filozofii w specjalizacji geografia (praca doktorska pt. Przyczynek do problemu granic politycznych, promotor: prof. Franciszek Bujak). W międzyczasie w 1931 był delegatem Polskiego Komitetu Plebiscytowego we Lwowie. Pracował jako nauczyciel w Korpusie Kadetów Nr 1 we Lwowie. Ponadto został zatrudniony w Gimnazjum Narcyzy Żmichowskiej i Gimnazjum Juliusza Słowackiego oraz w VII Państwowym Gimnazjum im. Tadeusza Kościuszki we Lwowie i w 1934 został dyrektorem tej szkoły pełniąc to stanowisko do końca istnienia II Rzeczypospolitej w 1939.
Działał społecznie. Pełnił funkcję prezesa okręgu lwowskiego Związku Legionistów Polskich (ponownie wybrany w czerwcu 1932). Wygłaszał wykłady i odczyty. Był redaktorem czasopisma „Panteon Polski”.
Po wybuchu II wojny światowej brał udział w obronie Lwowa w trakcie kampanii wrześniowej jako oficer dowództwa artylerii. Po nastaniu okupacji sowieckiej, a od połowy 1941 okupacji niemieckiej działał w konspiracji. Zaangażował się w tajne nauczanie, a także funkcjonował jako szef Biura Informacji i Propagandy Okręgu Lwów Związku Walki Zbrojnej i Armii Krajowej.
Po zakończeniu wojny, w toku przymusowych wysiedleń ludności polskiej ze Lwowa, zamieszkał w październiku 1945 w Bytomiu. Był nauczycielem w śląskich szkołach: Gimnazjum i Liceum w Piekarach Śląskich, w Państwowych Szkołach Budownictwa w Bytomiu, Technikum Drogowym w Bytomiu, Technikum Samochodowym w Gliwicach.
Zarówno w okresie II RP, jak w czasie PRL publikował dzieła w zakresie historii, publicystyki, powieści, sztuki. Publikował także w pismach „Katolik”, „Kierunki”, „Wrocławski Tygodnik Katolików”, „Gość Niedzielny”, „Dziennik Zachodni”.
W 1954 odszedł na emeryturę. Zmarł 28 marca 1980 w Katowicach. Został pochowany w Katowicach.

## Publikacje
- Polska a morze (1925)
- Mazurzy pruscy (1926)
- Dzieje wojska polskiego na Syberii (1927)
- Z walk o Lwów (1929)
- Dzieje Legionów Polskich w zarysie w dwudziestolecie ich czynu (1934)
- Leonidas. Powieść na tle historii (1935)
- Jakub Strepa. Zbiór opowiadań dla młodzieży (1937)
- Pod zielonym dachem (1970)
- Córka rycerza Sławomira

## Ordery i odznaczenia
- Krzyż Niepodległości
- Złoty Krzyż Zasługi (1938)[12]
- Krzyż Obrony Lwowa